# Capell L. Weems

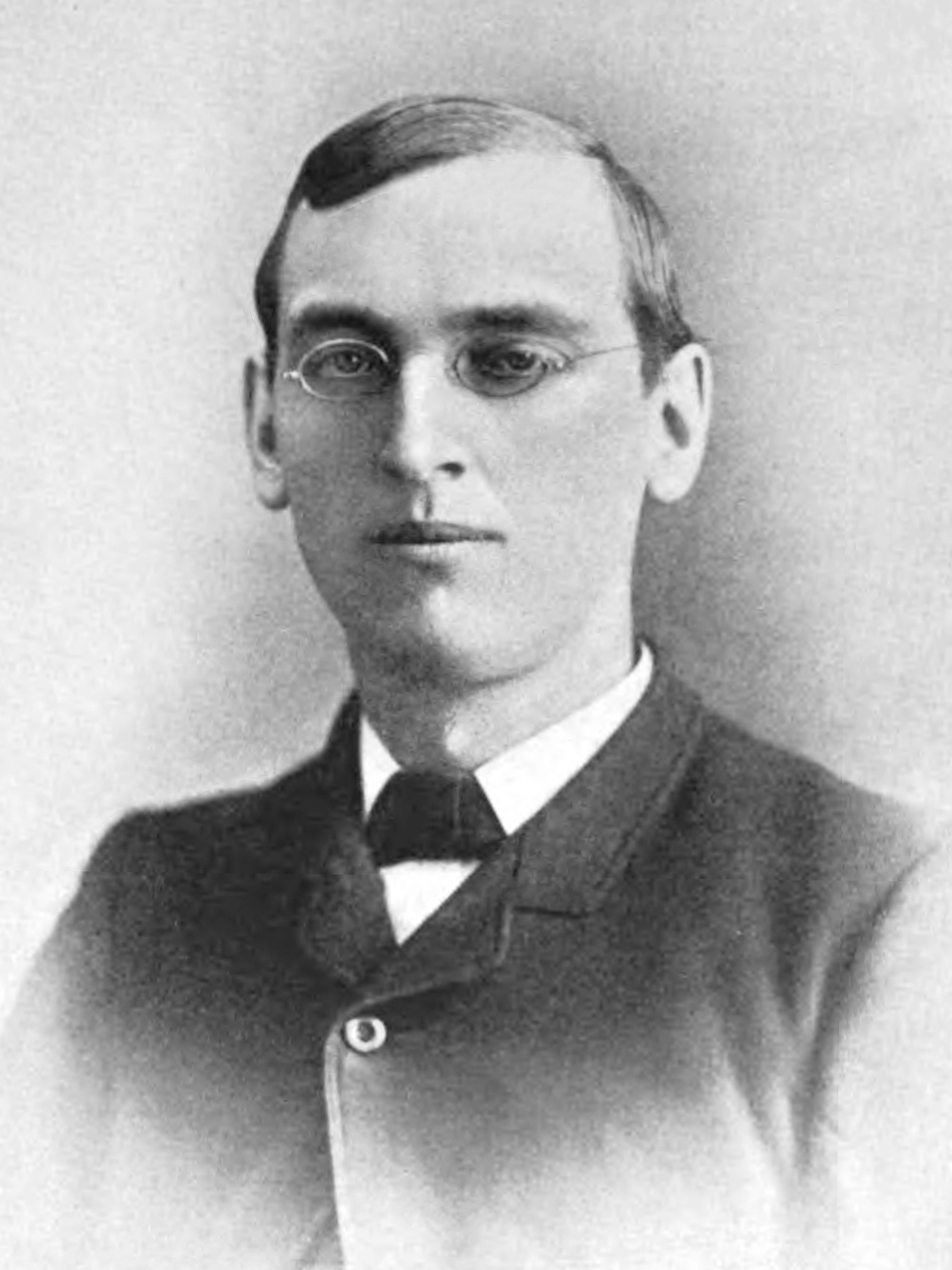
Capell L. Weems (1903)

Capell Lane Weems (* 7. Juli 1860 in Whigville, Noble County, Ohio; † 5. Januar 1913 in Steubenville, Ohio) war ein US-amerikanischer Politiker. Zwischen 1903 und 1909 vertrat er den Bundesstaat Ohio im US-Repräsentantenhaus.

## Werdegang
Capell Weems besuchte die öffentlichen Schulen seiner Heimat und die Normal Academy in Caldwell. Nach einem anschließenden Jurastudium und seiner 1883 erfolgten Zulassung als Rechtsanwalt begann er dort in seinem neuen Beruf zu arbeiten. Im Jahr 1884 wurde er zum Staatsanwalt im Noble County gewählt; von 1890 bis 1896 übte er diese Funktion im Belmont County aus. Gleichzeitig schlug er als Mitglied der Republikanischen Partei eine politische Laufbahn ein. In den Jahren 1888 und 1889 saß er als Abgeordneter im Repräsentantenhaus von Ohio. Seit 1890 lebte er in St. Clairsville.
Nach dem Rücktritt des Abgeordneten Joseph J. Gill wurde Weems bei der fälligen Nachwahl für den 16. Sitz von Ohio als dessen Nachfolger in das US-Repräsentantenhaus in Washington, D.C. gewählt, wo er am 3. November 1903 sein neues Mandat antrat. Nach zwei Wiederwahlen konnte er bis zum 3. März 1909 im Kongress verbleiben. Nach seiner Zeit im US-Repräsentantenhaus praktizierte Weems wieder als Anwalt. Dabei war er auch juristisch für die Eisenbahngesellschaft Pennsylvania Railroad tätig. Er starb am 5. Januar 1913 in Steubenville und wurde in St. Clairsville beigesetzt.